# Do Ya
Do Ya è un brano musicale scritto da Jeff Lynne, originariamente registrato e pubblicato come singolo dal gruppo The Move nel 1972. In particolare è uscito come lato B del brano California Man.
Nel 1977 il brano è stato pubblicato dal gruppo Electric Light Orchestra, gruppo successivamente guidato dallo stesso Lynne, estratto dall'album A New World Record.

## Tracce

### The Move (1972)
- 7"

1. California Man
2. Do Ya

### Electric Light Orchestra (1977)
- 7"

1. Do Ya
2. Nightrider

## Altre versioni e cover
- Lynne ha registrato anche da solo la canzone, pubblicandola comunque a nome Electric Light Orchestra nel 2012 nella raccolta Mr. Blue Sky: The Very Best of Electric Light Orchestra.
- Il gruppo Todd Rundgren's Utopia ha inciso il brano in una versione dal vivo nell'album Another Live (1975).
- Ace Frehley, nel suo terzo album da solista Trouble Walkin' (1989), ha pubblicato una cover del brano.
- Una versione di Jason Falkner è inclusa nell'album tributo a Lynne dal titolo Lynne Me Your Ears (2001).